# Klåvudden
Klåvudden är ett naturreservat i Askersunds kommun i Örebro län.
Området är naturskyddat sedan 2015 och är 54 hektar stort. Reservatet omfattar en udde i Vättern och består av gamla tallar och granar samt sumpskogar. Områdets vikar är långgrunda och sandiga.